# Copa de Alemania 2025-26
La DFB-Pokal 2025-26 es la 83.ª edición de esta competición anual de la Copa de Alemania. Inició el 15 de agosto de 2025 con la primera ronda y finalizará el 23 de mayo de 2025 en el estadio Olímpico de Berlín. El campeón participará en la Supercopa de Alemania 2026 y en la Liga Europa de la UEFA 2026-27. El Stuttgart será el campeón defensor.

## Calendario
Todos los sorteos generalmente se realizan en el Museo Alemán de Fútbol en Dortmund, un domingo por la noche a las 18:30 después de cada ronda (a menos que se indicaba lo contrario). Las diferentes rondas fueron programadas de la siguiente forma:
| Ronda            | Fecha de sorteo        | Partidos                                        |
| ---------------- | ---------------------- | ----------------------------------------------- |
| Primera ronda    | 15 de junio de 2025    | 15 al 27 de agosto de 2025                      |
| Segunda ronda    | 31 de agosto de 2025   | 28–29 de octubre de 2025                        |
| Octavos de final | 2 de noviembre de 2025 | 3–4 de diciembre de 2025                        |
| Cuartos de final | 7 de diciembre de 2025 | 3 al 11 de febrero de 2026                      |
| Semifinales      | 15 de febrero de 2026  | 21–22 de abril de 2026                          |
| Final            | 15 de febrero de 2026  | 23 de mayo de 2026 en el Olympiastadion, Berlín |

## Equipos participantes
Participarán 64 equipos: los 18 equipos de la 1. Bundesliga 2024-25, los 18 equipos de la 2. Bundesliga 2024-25, los cuatro mejores equipos de la 3. Liga 2024-25 y 24 equipos de las 21 Copas Regionales 2024-25, (las Copas Regionales Westfalia, Baviera y Baja Sajonia tienen dos representantes cada una, las otras Copas Regionales solo uno).
| Bundesliga Los 18 clubes de la temporada 2024-25. | 2. Bundesliga Los 18 clubes de la temporada 2024-25. | 3. Liga Los mejores 4 clubes de la temporada 2024-25. |
| - Augsburgo - Bayer Leverkusen - Bayern Múnich - Bochum - Borussia Dortmund - Borussia Mönchengladbach - Eintracht Fráncfort - Friburgo - Heidenheim - Hoffenheim - Holstein Kiel - Mainz 05 - RB Leipzig - San Pauli - Stuttgart - Unión Berlín - Werder Bremen - Wolfsburgo | - Colonia - Darmstadt 98 - Eintracht Brunswick - Elversberg - Fortuna Düsseldorf - Greuther Fürth - Hamburgo - Hannover 96 - Hertha Berlín - Jahn Ratisbona - Kaiserslautern - Karlsruher - Magdeburgo - Núremberg - Paderborn 07 - Preußen Münster - Schalke 04 - Ulm | - Arminia Bielefeld - Dinamo Dresde - Energie Cottbus - Saarbrücken |
| Representativos de las asociaciones regionales Los 24 representativos de 21 asociaciones regionales de la DFB, clasifican a través de Copas Regionales 2024-25. | | |
| - Baden Sandhausen - Baviera Illertissen (GC) Schweinfurt 05 (RL) - Berlín Dinamo Berlín - Brandeburgo Eintracht - Bremen Hemelingen - Hamburgo Eintracht Norderstedt - Hesse Wehen Wiesbaden                                                                                 | - Baja Renania Rot-Weiss Essen - Baja Sajonia Blau-Weiß Lohne (3L/RL) Atlas Delmenhorst (AM) - Mecklenburgo-Pomerania Hansa Rostock - Renania Media Viktoria Colonia - Renania Engers 07 - Sarre Homburgo - Sajonia Lokomotive Leipzig                                 | - Sajonia-Anhalt Hallescher - Schleswig-Holstein Lübeck - Baden del Sur Bahlinger - Suroeste Pirmasens - Turingia Meuselwitz - Westfalia Sportfreunde Lotte (GC) Gütersloh (RL) - Wurtemberg Sonnenhof Großaspach |

## Formato

### Participación
La DFB-Pokal comienza con una ronda de 64 equipos. Los 36 equipos de la Bundesliga y 2. Bundesliga, junto con los 4 primeros clasificados de la 3. Liga se califican automáticamente para el torneo. De los restantes cupos, 21 se otorgan a los ganadores de las copas de las asociaciones regionales de fútbol, el Verbandspokal o Copas Regionales. Los 3 cupos restantes se asignan a las tres asociaciones regionales con la mayoría de los equipos, que actualmente son Baviera, Baja Sajonia y Westfalia. El equipo amateur mejor clasificado de Regionalliga Bayern recibe el lugar para Baviera. Para Baja Sajonia, la Copa de Baja Sajonia se divide en dos llaves: uno para 3. Liga y Regionalliga Nord, y el otro para equipos amateur. Los ganadores de cada llave califican. Para Westfalia, el ganador de un play-off entre el equipo mejor clasificado de la Regionalliga West y la Oberliga Westfalen también se clasifica. Como cada equipo tiene derecho a participar en torneos locales que califican para las copas de la asociación, cada equipo puede, en principio, competir en el DFB-Pokal. Los equipos de reserva y las secciones de fútbol combinadas no pueden entrar, junto con dos equipos de la misma asociación o corporación.

### Sorteo
Los sorteos para las diferentes rondas se realizan de la siguiente manera: 
Para la primera ronda, los equipos participantes se dividirán en dos bombos de 32 equipos cada uno. El primer bombo contiene todos los equipos que se han clasificado a través de sus competiciones de copa regionales, los mejores cuatro equipos de la 3. Liga y los cuatro equipos inferiores de la 2. Bundesliga. Cada equipo de este bombo será emparejado con un equipo del segundo bombo, que contiene todos los equipos profesionales restantes (todos los equipos de la Bundesliga y los catorce equipos restantes de la 2. Bundesliga). Los equipos del primer bombo se establecerán como el equipo local en el proceso del sorteo.
El escenario de dos bombos también se aplicará para la segunda ronda, con los restantes equipos de la 3. Liga y/o equipo(s) amateur(s) en el primer bombo y los restantes equipos de la Bundesliga y 2. Bundesliga en el otro bombo. Una vez más, la 3. Liga y/o equipo(s) amateur(s) servirán como anfitriones. Sin embargo, esta vez los bombos no tienen que ser de la misma cantidad, dependiendo de los resultados de la primera ronda. Teóricamente, incluso es posible que haya un solo bombo, si todos los equipos de uno de los bombos de la primera ronda vencen a todos los demás en el segundo bombo. Una vez que un bombo esté vacío, los pares restantes se extraerán del otro bombo con el primer equipo sorteado para un partido que sirva como anfitriones.
Para las rondas restantes, el sorteo se realizará desde un solo bote. Cualquier equipo de la 3. Liga y/o equipo(s) amateur(s) será el equipo local si se empareja contra un equipo profesional. En todos los demás casos, el primer equipo seleccionado servirá como anfitriones.

### Sistema de juego
Los equipos se enfrentan en un solo partido por ronda. En caso de empate en tiempo reglamentario, se añadirán dos tiempos suplementarios de quince minutos cada uno y si el encuentro sigue igualado, la tanda de penaltis definirá que equipo avanza a la siguiente fase. Un total de siete jugadores pueden aparecer en el banco de suplentes, y se permiten hasta tres sustituciones durante los 90 minutos. Después de la aprobación por la IFAB en 2016, se permite el uso de un cuarto sustituto en tiempo adicional como parte de un proyecto piloto. A partir de los cuartos de final, un árbitro asistente de video será designado para todos los partidos de DFB-Pokal. Aunque técnicamente es posible, el VAR no se utilizará para los partidos en casa de los clubes de la Bundesliga antes de los cuartos de final para brindar un enfoque uniforme a todos los partidos.

### Clasificación
El ganador de la DFB-Pokal obtiene la calificación automática para la fase de grupos de la edición del próximo año de la Liga Europa de la UEFA. Si ya se han clasificado para la Liga de Campeones de la UEFA a través de la posición en la Bundesliga, el puesto irá al equipo en sexto lugar, y la segunda ronda de clasificación de la liga será para el equipo en séptimo lugar. El ganador también recibirá la Supercopa de Alemania al comienzo de la próxima temporada, y se enfrentará al campeón de la Bundesliga del año anterior, a menos que el mismo equipo gane la Bundesliga y la DFB-Pokal, completando un doblete. En ese caso, el subcampeón de la Bundesliga tomará el lugar y el anfitrión en su lugar.
El fixture es el siguiente:

## Partidos
Se llevarán a cabo un total de sesenta y tres partidos, comenzando con la primera ronda el 11 de agosto de 2025 y culminando con la final el 25 de mayo de 2026 en el Olympiastadion en Berlín.
Los horarios hasta el 26 de octubre de 2025 y desde el 29 de marzo de 2026 son CEST (UTC+2). Los horarios del 27 de octubre de 2025 al 28 de marzo de 2026 son CET (UTC+1).

### Primera ronda
El sorteo de la primera ronda se celebró el 15 de junio de 2025 a las 18:30 con Owen Ansah sorteando los partidos. Treinta partidos tienen lugar del 15 al 18 de agosto de 2025, los restantes dos partidos que involucran a los participantes de la Supercopa 2025 (a jugarse el 16 de agosto), tendrán lugar el 26 y 27 de agosto de 2025.
| 15 de agosto de 2025 | Gütersloh | 0:5 (0:3)                     | Unión Berlín                                                             | Heidewaldstadion, Gütersloh                               |                                                           |
| 18:00                |           | DFB Reporte Soccerway Reporte | Skov 19' · Querfeld 35' · Khedira 43' · Ilić 78' · Jeong Woo-yeong 90+5' | Asistencia: 9236 espectadores Árbitro(s): Jarno Wienefeld | Asistencia: 9236 espectadores Árbitro(s): Jarno Wienefeld |

| 15 de agosto de 2025 | Sonnenhof Großaspach | 0:4 (0:1)                     | Bayer Leverkusen                                           | WIRmachenDRUCK Arena, Aspach                             |                                                          |
| 18:00                |                      | DFB Reporte Soccerway Reporte | Schick 32' · Arthur 74' · Kofane 84' · Grimaldo 87' (pen.) | Asistencia: 8850 espectadores Árbitro(s): Michael Bacher | Asistencia: 8850 espectadores Árbitro(s): Michael Bacher |

| 15 de agosto de 2025 | Saarbrücken | 1:3 (0:2)                     | Magdeburgo                    | Ludwigsparkstadion, Saarbrücken                         |                                                         |
| 18:00                | Civeja 67'  | DFB Reporte Soccerway Reporte | Kaars 43' · Ghrieb 45+2', 59' | Asistencia: 16 003 espectadores Árbitro(s): Robin Braun | Asistencia: 16 003 espectadores Árbitro(s): Robin Braun |

| 15 de agosto de 2025 | Arminia Bielefeld | 1:0 (0:0)                     | Werder Bremen | SchücoArena, Bielefeld                                      |                                                             |
| 20:45                | Young 90+3'       | DFB Reporte Soccerway Reporte |               | Asistencia: 26 515 espectadores Árbitro(s): Robert Hartmann | Asistencia: 26 515 espectadores Árbitro(s): Robert Hartmann |

| 16 de agosto de 2025 | Dinamo Berlín      | 1:3 (1:1, 0:0) (t. s.)        | Bochum                              | Stadion im Sportforum, Berlín                          |                                                        |
| 13:00                | Shcherbakovski 46' | DFB Reporte Soccerway Reporte | Loosli 86' · Bamba 106' · Bero 119' | Asistencia: 4705 espectadores Árbitro(s): Felix Wagner | Asistencia: 4705 espectadores Árbitro(s): Felix Wagner |

| 16 de agosto de 2025 | Pirmasens | 1:2 (0:0) (t. s.)             | Hamburgo                         | Sportpark Husterhöhe, Pirmasens                             |                                                             |
| 13:00                | Grieß 46' | DFB Reporte Soccerway Reporte | Ramos 90+2' · Königsdörffer 100' | Asistencia: 10 000 espectadores Árbitro(s): Timo Gansloweit | Asistencia: 10 000 espectadores Árbitro(s): Timo Gansloweit |

| 16 de agosto de 2025 | Eintracht Norderstedt                     | 0:0 (t. s.)(2:3 p.)           | San Pauli                               | Millerntor-Stadion, Hamburgo                              |                                                           |
| 15:30                |                                           | DFB Reporte Soccerway Reporte |                                         | Asistencia: 30 000 espectadores Árbitro(s): Eric Weisbach | Asistencia: 30 000 espectadores Árbitro(s): Eric Weisbach |
|                      |                                           | Tiros desde el punto penal    |                                         |                                                           |                                                           |
|                      | Koch · Frahm · Brendel · Gross · Behounek |                               | Wahl · Fujita · Oppie · Sinani · Nemeth |                                                           |                                                           |

| 16 de agosto de 2025 | Hansa Rostock | 0:4 (0:1)                     | Hoffenheim                                    | Ostseestadion, Rostock                                          |                                                                 |
| 15:30                |               | DFB Reporte Soccerway Reporte | Burger 37' · Moerstedt 71', 86' · Asllani 83' | Asistencia: 25 000 espectadores Árbitro(s): Wolfgang Haslberger | Asistencia: 25 000 espectadores Árbitro(s): Wolfgang Haslberger |

| 16 de agosto de 2025 | Sandhausen               | 2:4 (2:2)                     | RB Leipzig                                           | Hardtwaldstadion, Sandhausen                                    |                                                                 |
| 15:30                | Ampadu 3' · Herrmann 18' | DFB Reporte Soccerway Reporte | Diomande 6' · Orbán 23' · Banzuzi 79' · Simons 90+6' | Asistencia: 15 000 espectadores Árbitro(s): Matthias Jöllenbeck | Asistencia: 15 000 espectadores Árbitro(s): Matthias Jöllenbeck |

| 16 de agosto de 2025 | Bahlinger | 0:5 (0:2)                     | Heidenheim                                               | Kaiserstuhlstadion, Bahlingen                         |                                                       |
| 15:30                |           | DFB Reporte Soccerway Reporte | Scienza 9', 61' · Honsak 34' · Kaufmann 77' · Conteh 83' | Asistencia: 4000 espectadores Árbitro(s): Lukas Benen | Asistencia: 4000 espectadores Árbitro(s): Lukas Benen |

| 16 de agosto de 2025 | Illertissen                                                           | 3:3 (3:3, 2:0) (t. s.)(6:5 p.) | Núremberg                                                                | Vöhlinstadion, Illertissen                            |                                                       |
| 15:30                | Milić 2' · Glessing 43' · Rühle 90'                                   | DFB Reporte Soccerway Reporte  | Yılmaz 65' · Stepanov 78' · Telalović 86' (pen.)                         | Asistencia: 3000 espectadores Árbitro(s): Patrick Alt | Asistencia: 3000 espectadores Árbitro(s): Patrick Alt |
|                      |                                                                       | Tiros desde el punto penal     |                                                                          |                                                       |                                                       |
|                      | Rühle · Heckmann · Ćoćić · Gerstmayer · Zeller · Muth · Irigoyen-Goni |                                | Telalović · Jander · Karafiát · Lochoshvili · Lubach · Gruber · Maboulou |                                                       |                                                       |

| 16 de agosto de 2025 | Hemelingen | 0:9 (0:3)                     | Wolfsburgo                                                                                              | Stadion am Berliner Ring, Verden                       |                                                        |
| 15:30                |            | DFB Reporte Soccerway Reporte | Jenz 13' · Skov Olsen 14' · Majer 39' (pen.) · Pejčinović 53', 76', 81' · Svanberg 61', 71' · Černý 72' | Asistencia: 15 000 espectadores Árbitro(s): Nico Fuchs | Asistencia: 15 000 espectadores Árbitro(s): Nico Fuchs |

| 16 de agosto de 2025 | Lübeck       | 1:2 (0:1)                     | Darmstadt 98             | Stadion Lohmühle, Lübeck                                      |                                                               |
| 18:00                | Becken 90+1' | DFB Reporte Soccerway Reporte | Maglica 34' · Hornby 73' | Asistencia: 10 434 espectadores Árbitro(s): Leonidas Exuzidis | Asistencia: 10 434 espectadores Árbitro(s): Leonidas Exuzidis |

| 16 de agosto de 2025 | Energie Cottbus | 1:0 (1:0)                     | Hannover 96 | Stadion der Freundschaft, Cottbus                        |                                                          |
| 18:00                | Ciğerci 12'     | DFB Reporte Soccerway Reporte |             | Asistencia: 18 000 espectadores Árbitro(s): Felix Prigan | Asistencia: 18 000 espectadores Árbitro(s): Felix Prigan |

| 16 de agosto de 2025 | Sportfreunde Lotte | 0:2 (0:1)                     | Friburgo               | Stadion am Lotter Kreuz, Lotte                            |                                                           |
| 18:00                |                    | DFB Reporte Soccerway Reporte | Dinkçi 43' · Höler 69' | Asistencia: 6000 espectadores Árbitro(s): Florian Lechner | Asistencia: 6000 espectadores Árbitro(s): Florian Lechner |

| 17 de agosto de 2025 | Engers 07 | 0:5 (0:2)                     | Eintracht Fráncfort                                    | Stadion Oberwerth, Coblenza                               |                                                           |
| 13:00                |           | DFB Reporte Soccerway Reporte | Bahoya 44' · Dōan 45', 54' · Wahi 89' · Aaronson 90+1' | Asistencia: 10 100 espectadores Árbitro(s): Robert Kampka | Asistencia: 10 100 espectadores Árbitro(s): Robert Kampka |

| 17 de agosto de 2025 | Viktoria Colonia | 1:3 (0:3)                     | Paderborn 07                         | Sportpark Höhenberg, Colonia                           |                                                        |
| 13:00                | Otto 59'         | DFB Reporte Soccerway Reporte | Grimaldi 5', 8' · Bilbija 36' (pen.) | Asistencia: 8343 espectadores Árbitro(s): Sören Storks | Asistencia: 8343 espectadores Árbitro(s): Sören Storks |

| 17 de agosto de 2025 | Atlas Delmenhorst         | 2:3 (2:2)                     | Borussia Mönchengladbach   | Marschweg-Stadion, Oldemburgo                               |                                                             |
| 15:30                | Rohwedder 32' · Urban 40' | DFB Reporte Soccerway Reporte | Hack 20', 38' · Elvedi 68' | Asistencia: 14 300 espectadores Árbitro(s): Fabienne Michel | Asistencia: 14 300 espectadores Árbitro(s): Fabienne Michel |

| 17 de agosto de 2025 | Lokomotive Leipzig | 0:1 (0:0, 0:0) (t. s.)        | Schalke 04 | Bruno-Plache-Stadion, Leipzig                         |                                                       |
| 15:30                |                    | DFB Reporte Soccerway Reporte | Lasme 107' | Asistencia: 11 900 espectadores Árbitro(s): Max Burda | Asistencia: 11 900 espectadores Árbitro(s): Max Burda |

| 17 de agosto de 2025 | Jahn Ratisbona | 1:2 (0:0)                     | Colonia                          | Jahnstadion Regensburg, Ratisbona                             |                                                               |
| 15:30                | Bauer 66'      | DFB Reporte Soccerway Reporte | Martel 90+6' · Jóhannesson 90+8' | Asistencia: 13 000 espectadores Árbitro(s): Christian Dingert | Asistencia: 13 000 espectadores Árbitro(s): Christian Dingert |

| 17 de agosto de 2025 | Blau-Weiß Lohne | 0:2 (0:0)                     | Greuther Fürth         | Heinz-Dettmer-Stadion, Lohne                           |                                                        |
| 15:30                |                 | DFB Reporte Soccerway Reporte | Olesen 58' · König 84' | Asistencia: 4500 espectadores Árbitro(s): Felix Weller | Asistencia: 4500 espectadores Árbitro(s): Felix Weller |

| 17 de agosto de 2025 | Meuselwitz | 0:5 (0:3)                     | Karlsruher                                               | Bluechip-Arena, Meuselwitz                           |                                                      |
| 15:30                |            | DFB Reporte Soccerway Reporte | Schleusener 1', 42' · Rapp 11' · Egloff 52' · Kobald 56' | Asistencia: 4269 espectadores Árbitro(s): Lars Erbst | Asistencia: 4269 espectadores Árbitro(s): Lars Erbst |

| 17 de agosto de 2025 | Eintracht | 0:7 (0:4)                     | Kaiserslautern                                                                                 | Estadio Karl Liebknecht, Potsdam                           |                                                            |
| 15:30                |           | DFB Reporte Soccerway Reporte | Kunze 11' · Emreli 15' · Kim Ji-soo 24' · Hanslik 34' · Ritter 48' · Raschl 71' · Tachie 90+1' | Asistencia: 8500 espectadores Árbitro(s): Cristian Ballweg | Asistencia: 8500 espectadores Árbitro(s): Cristian Ballweg |

| 17 de agosto de 2025 | Homburgo | 0:2 (0:1)                     | Holstein Kiel                    | Waldstadion Homburg, Homburgo                           |                                                         |
| 18:00                |          | DFB Reporte Soccerway Reporte | Tolkin 24' · Bernhardsson 90+11' | Asistencia: 5123 espectadores Árbitro(s): Assad Nouhoum | Asistencia: 5123 espectadores Árbitro(s): Assad Nouhoum |

| 17 de agosto de 2025 | Hallescher | 0:2 (0:0)                     | Augsburgo                | Leuna-Chemie-Stadion, Halle                                |                                                            |
| 18:00                |            | DFB Reporte Soccerway Reporte | Mounié 52' · Essende 79' | Asistencia: 14 000 espectadores Árbitro(s): Tobias Reichel | Asistencia: 14 000 espectadores Árbitro(s): Tobias Reichel |

| 17 de agosto de 2025 | Ulm | 0:1 (0:0)                     | Elversberg | Donaustadion, Ulm                                        |                                                          |
| 18:00                |     | DFB Reporte Soccerway Reporte | Keidel 72' | Asistencia: 9531 espectadores Árbitro(s): Richard Hempel | Asistencia: 9531 espectadores Árbitro(s): Richard Hempel |

| 18 de agosto de 2025 | Preußen Münster                                | 0:0 (t. s.)(3:5 p.)           | Hertha Berlín                                        | Preußenstadion, Münster                                     |                                                             |
| 18:00                |                                                | DFB Reporte Soccerway Reporte |                                                      | Asistencia: 10 635 espectadores Árbitro(s): Martin Petersen | Asistencia: 10 635 espectadores Árbitro(s): Martin Petersen |
|                      |                                                | Tiros desde el punto penal    |                                                      |                                                             |                                                             |
|                      | Batista Meier · Scherder · Makridis · Lokotsch |                               | Reese · Jensen · Cuisance · Krattenmacher · Grønning |                                                             |                                                             |

| 18 de agosto de 2025 | Schweinfurt 05                        | 2:4 (1:0)                     | Fortuna Düsseldorf                           | Sachs-Stadion, Schweinfurt                              |                                                         |
| 18:00                | Wintzheimer 44' (pen.) · Shuranov 83' | DFB Reporte Soccerway Reporte | Appelkamp 66', 86' · Itten 68' · Muslija 72' | Asistencia: 15 000 espectadores Árbitro(s): Timo Gerach | Asistencia: 15 000 espectadores Árbitro(s): Timo Gerach |

| 18 de agosto de 2025 | Dinamo Dresde | 0:1 (0:1)                     | Mainz 05  | Rudolf-Harbig-Stadion, Dresde                                  |                                                                |
| 18:00                |               | DFB Reporte Soccerway Reporte | Amiri 22' | Asistencia: 30 000 espectadores Árbitro(s): Florian Badstübner | Asistencia: 30 000 espectadores Árbitro(s): Florian Badstübner |

| 18 de agosto de 2025 | Rot-Weiss Essen | 0:1 (0:0)                     | Borussia Dortmund | Stadion an der Hafenstraße, Essen                            |                                                              |
| 20:45                |                 | DFB Reporte Soccerway Reporte | Guirassy 79'      | Asistencia: 19 300 espectadores Árbitro(s): Frank Willenborg | Asistencia: 19 300 espectadores Árbitro(s): Frank Willenborg |

| 26 de agosto de 2025 | Eintracht Brunswick | vs. | Stuttgart | Eintracht-Stadion, Brunswick |  |
| 20:45                |                     |     |           |                              |  |

| 27 de agosto de 2025 | Wehen Wiesbaden | vs. | Bayern de Múnich | BRITA-Arena, Wiesbaden |  |
| 20:45                |                 |     |                  |                        |  |